# エリーザベト・フォン・トゥルン・ウント・タクシス (1860-1881)
エリーザベト・フォン・トゥルン・ウント・タクシス（ドイツ語: Elisabeth von Thurn und Taxis, 1860年5月28日 - 1881年2月7日）は、ドイツの旧諸侯トゥルン・ウント・タクシス家の侯女で、ポルトガル王位請求者ミゲル2世の最初の妻。

## 生涯
トゥルン・ウント・タクシス侯世子マクシミリアン・アントンと、その妻でバイエルン公マックス・ヨーゼフの娘であるヘレーネの間の第2子、次女として生まれた。母方の叔母はオーストリア皇帝フランツ・ヨーゼフ1世の皇后エリーザベトである。
エリーザベトは1877年10月17日にレーゲンスブルクにおいて、ポルトガルの廃王ミゲル1世の長男のブラガンサ公ミゲル（2世）と結婚した。ポルトガル内戦に敗れたミゲリスタ（ミゲル派）のポルトガル王家はオーストリア皇帝家の庇護を受けていて、ミゲルもオーストリア＝ハンガリー帝国軍の士官だった。エリーザベトの義理の叔父の皇帝フランツ・ヨーゼフ1世の弟カール・ルートヴィヒ大公が、ミゲルの妹マリア・テレジアと結婚しており、エリーザベトとミゲルの結婚も、オーストリア皇帝家とミゲル系ポルトガル王家を結び付けるためのものだった。
エリーザベトは1878年に第1子を出産後に体調を崩し、1881年の第3子の出産時に20歳で、エーデンブルク（現在のハンガリー領ジェール・モション・ショプロン県ショプロン）において死去した。母親のヘレーネは娘の早世に気落ちし、一切の公的生活から引退した。
夫のミゲルは1893年になって、レーヴェンシュタイン＝ヴェルトハイム＝ローゼンベルク家の侯女マリア・テレジアと再婚した。夫と後妻の間に生まれた2人の娘が、エリーザベトの弟アルベルトの2人の息子フランツ・ヨーゼフおよびカール・アウグストと結婚し、ブラガンサ家とトゥルン・ウント・タクシス家の結びつきを保った。

## 子女
- ミゲル（英語版）（1878年 - 1923年） - ヴィゼウ公、継承権放棄
- フランシスコ・ジョゼ（英語版）（1879年 - 1919年）
- マリア・テレザ（1881年 - 1942年） - 1900年、トゥルン・ウント・タクシス侯子カール・ルートヴィヒと結婚